# アタックしますけど何か?
『アタックしますけど何か?』（アタックしますけどなにか?）は、2013年10月19日から12月21日まで名古屋テレビ（メ〜テレ）で放送されていた深夜バラエティ番組。バンダイから発売されているトレーディングカードゲーム『バトルスピリッツ』を扱った番組である。

## 内容
台湾出身のアイドルウェザーガールズが日本文化を学びながらバトルスピリッツ上達に命を賭ける汗と涙の奮闘記となっているが、賞品がXレアカードなだけで実際バトスピとは全く関係ないことを芸人と一緒におこなうバラエティ番組。
テレビ朝日系列で放送のバラエティ番組『『ぷっ』すま』と制作会社・演出スタッフが同じため、テロップや音楽の使い方、笑い声の足し方など、演出や効果がよく似ている。
番組はメイン企画の挑戦もの、バトルスピリッツを実際に行う「バトスピな日々」、『最強銀河 究極ゼロ 〜バトルスピリッツ〜』のパロディアニメ「ぜろ×うぇざ」のパートで構成されている。
「バトスピな日々」ではウェザーガールズのメンバー同士がメンバーの自室で実際にバトスピを対戦するというもの。バトスピ界のカリスマ・ギャラクシー渡辺が遊びに来て、対戦相手になったり、指導したりもする。
アニメ「ぜろ×うぇざ」では主人公・ゼロ番星のイチがウェザーガールズの名前を、バトスピのカード名ともじって毎回間違えるのがお約束。（シャムシーザーガールズ、エンジェリックフェザーガールズ、エメラルドシーザーガールズetc・・・)
メインがあまりにもバトスピと関係ないことの反動のようにアニメ「ぜろ×うぇざ」では、「オーシンいるのにバルカンアームズを召喚して手札が全部なくなる」、「爆氷の覇王ロード・ドラゴン・グレイザーは強いはずだが大会ではそれほど使われていない」などバトスピの小ネタ（あるある）がまぶされている。これは本家の監督でもある渡辺正樹と、脚本の守谷武己がいわゆるガチプレイヤーだからこそのこだわりな演出とされている。

## 出演者
- ウェザーガールズ

## スタッフ
- ナレーター:立花慎之介
- 構成:守谷武己
- カメラ:神尾淳、岩井伸明、杉山弘城
- 音声:田中絵美、浅野太悟、中村智美
- 照明:井上祥平
- CA:小林優希
- メイク:市瀬英樹、大津篤子、廣瀬絵莉華、大竹順子
- 編集:蓮田貴志
- MA:舟木優
- 音効:福永真弓
- CG:櫛谷杏菜
- 技術協力:SWISHJAPAN、THETUBE、ZACK
- 企画協力:BANDAI
- アニメ制作:SUNRISE
- デスク:竹原由利子
- AD:山本健太、恒吉裕衣
- AP:安田和朗(メ〜テレ)
- ディレクター:佐々部龍太、加藤貴大
- チーフディレクター:鎗野貴生
- プロデューサー:松岡雄浩(メ〜テレ)、志水大介
- チーフプロデューサー:片桐千秋(メ〜テレ)
- 制作協力:Kmax
- 制作著作:メ〜テレ

## アニメ「ぜろ×うぇざ」
- 脚本:守谷武己
- キャラクターデザイン・原画:西島加奈
- 撮影監督:貞松寿幸
- 色彩設計:柴田亜紀子
- 絵コンテ・演出:
- アニメーション制作:サンライズ
- ゼロ番星のイチ:杉田智和
- ミニ:ミニ
- ハイジャン:ハイジャン
- ユミ:ユミ

## ネット局
| 放送対象地域 | 放送局       | 放送期間                  | 放送日時           | 備考   |
| ------------ | ------------ | ------------------------- | ------------------ | ------ |
| 中京広域圏   | 名古屋テレビ | 2013年10月19日 - 12月21日 | 土曜 25:20 - 25:50 | 制作局 |
| 東京都       | TOKYO MX     | 2013年10月21日 - 12月23日 | 月曜 25:00 - 25:30 |        |